# Edison Flores
Edison Michael Flores Peralta, född 14 maj 1994 i Chincha Alta, är en peruansk fotbollsspelare som spelar för peruanska Universitario de Deportes på lån från Atlas Guadalajara. Han representerar även Perus fotbollslandslag.

## Karriär
I augusti 2018 värvades Flores av mexikanska Morelia.